# Mawtini
Mawṭinī (« Ma Patrie ») est un poème écrit par le poète palestinien Ibrahim Touqan et composé par Mohamed Fleyfel. Ce poème, connu dans tous les pays arabes, fait les louanges de la résistance palestinienne. Il a été adopté comme hymne national en Irak en 2004, en remplacement de Ardulfurataini, après la chute du régime de Saddam Hussein.

## Historique
Mawṭinī est un poème écrit par le poète palestinien Ibrahim Touqan (1905-1941), avec une musique composée par Mohamed Fleyfel qui parle de la résistance palestinienne face au mandat britannique. Il est considéré comme le chant de l'unité arabe et le chant de soutien à la cause palestinienne en Syrie. L'Irak du général Abdel Karim Kassem, tombeur de la monarchie et nationaliste, adopte un hymne appelée lui aussi Mawṭinī sur une musique de Lewis Zanbaka. Deux hymnes lui succèdent entre 1965 et 2003. Après la chute de Saddam Hussein, les forces d'occupation et leurs alliés décident de rétablir comme hymne provisoire celui adopté en 1959. Enfin, Mawṭinī de Touqan devient l'hymne définitif en juin 2004.

## Paroles
| \| Arabe \| Latin arabe \| Transcription API \| \| ------------------------------------------------------------------------------------------------------------------------------------------------------------------------------------------------------------------------------------------------------------------------------------------------------------------------------------------------------------------------------------------------------------------------------------------------------------------------------------------------------------------------------------------------------------------------------------------------------------------ \| ------------------------------------------------------------------------------------------------------------------------------------------------------------------------------------------------------------------------------------------------------------------------------------------------------------------------------------------------------------------------------------------------------------------------------------------------------------------------------------------------------------------------------------------------------------------------------------------------------------------------------------------------------------------------------------------------------------------------------------------------------------------------------------------------------------------ \| ------------------------------------------------------------------------------------------------------------------------------------------------------------------------------------------------------------------------------------------------------------------------------------------------------------------------------------------------------------------------------------------------------------------------------------------------------------------------------------------------------------------------------------------------------------------------------------------------------------------------------------------------------------------------------------------------------------------------------------------------------------------------------------------------------------------------------------------------------------------------------------------------------------------------------------------------------------------------------------------------------------------------------------------------------------------------------------------------------------------------------------------------------- \| \| :كورال مَوطِنِي مَوطِنِي الجلالُ والجمالُ والسَّنَاءُ والبَهَاءُ في رُبَاكْ في رُبَاكْ والحياةُ والنجاةُ والهناءُ والرجاءُ في هواكْ في هواكْ هلْ أراكْ هلْ أراكْ 𝄆 سالما منعما و غانما مكرما 𝄇 هلْ أراكْ في عُلاكْ تبلُغُ السِّمَاكْ تبلغُ السِّمَاكْ مَوطِنِي مَوطِنِي الشبابُ لنْ يكِلَّ هَمُّهُ أنْ تستَقِلَّ أو يَبيدْ أو يَبيدْ نَستقي منَ الرَّدَى ولنْ نكونَ للعِدَى كالعَبيدْ كالعَبيدْ لا نُريدْ لا نُريدْ 𝄆 ذُلَّنَا المُؤَبَّدا وعَيشَنَا المُنَكَّدا 𝄇 لا نُريدْ بلْ نُعيدْ مَجدَنا التّليدْ مَجدَنا التّليدْ مَوطِنِي مَوطِنِي الحُسَامُ و اليَرَاعُ لا الكلامُ والنزاعُ رَمْزُنا رَمْزُنا مَجدُنا و عهدُنا وواجبٌ منَ الوَفاء يهُزُّنا يهُزُّنا عِزُّنا عِزُّنا 𝄆 غايةٌ تُشَرِّفُ و رايةٌ ترَفرِفُ 𝄇 يا هَنَاكْ في عُلاكْ قاهِراً عِداكْ قاهِراً عِداكْ مَوطِنِي مَوطِنِي كورال[1],[2],[3] \| Kūrāl: Mawṭinī mawṭinī al-Jalālu wal-jamālu was-sanāu wal-bahāu Fī rubāk fī rubāk Wal-ḥayātu wan-najātu wal-hanāu war-rajāu Fī hawāk fī hawāk Hal arāk hal arāk 𝄆 Sāliman munaghaman wa-gāniman mukarraman 𝄇 Hal arāk fī ulāk Tablugu as-simāk tablugu as-simāk Mawṭinī mawṭinī Ash-shabābu lan yakilla hammuhu an yastaqilla Aw yabīd, aw yabīd Nastaqī mina ar-radā wa-lan nakūna lil-‘idạ̄ Kāl-‘abīd, kāl-‘abīd Lā nurīd lā nurīd 𝄆 Dhullanā l-muabbada wa-‘ayshanā l-munakkadā 𝄇 Lā nurīd bal nu‘īd Majdanā at-talīd majdanā at-talīd Mawṭinī mawṭinī Al-ḥusāmu wal-yarā‘u lāl-kalāmu wan-nizā‘u Ramzunā ramzunā Majdunā wa-‘ahdunā wa-wājibun mina al-wafạ̄ Yahuzzunā yahuzzunā ‘Izzunā ‘izzunā 𝄆 Gāyatun tusharrifu wa-rāyatun turafrifu 𝄇 Yā hanāk fī ‘ulāk Qāhiran ‘idāk qāhirān ‘idāk Mawṭinī mawṭinī Kūrāl \| [kuː.rɑːl] [mɑw.tˤɪ.niː mɑw.tˤɪ.niː] [æl.d͡ʒæ.læː.lʊ wæ‿l.d͡ʒæ.mæː.lʊ wæ‿s.sæ.næː.ʔʊ wæ‿l.bæ.hæː.ʔʊ] [fɪː rʊ.bæːk fɪː rʊ.bæːk] [wæ‿l.ħɑ.jæː.tʊ wæ‿n.næ.d͡ʒæː.tʊ wæ‿l.hæ.næː.ʔʊ wɑ‿r.rɑ.d͡ʒæː.ʔʊ] [fiː hæ.wæːk fiː hæ.wæːk] [hæl ʔɑ.rɑːk hæl ʔɑ.rɑːk] 𝄆 [sæː.li.mæm mʊ.nɑʕ.ʕɑ.mæn wɑ ɣæː.ni.mæm mʊ.kɑr.rɑ.mæn] 𝄇 [hæl ʔɑ.rɑːk fiː ʕʊ.læːk] [tæb.lʊ.ɣu‿s.si.mæːk tæb.lʊ.ɣu‿s.si.mæːk] [mɑw.tˤɪ.niː mɑw.tˤɪ.niː] [æʃ.ʃæ.bæː.bʊ læn jæ.kɪl.læ hæm.mʊ.hu ʔæn jæs.tɑ.qɪl.læ] [ʔɑw jæ.biːd ʔɑw jæ.biːd] [næs.tɑ.qɪː mi.næ‿r.rɑ.dæː wɑ læn næ.kuː.næ lɪ‿l.ʕɪ.dæːʔ] [kæː‿l.ʕɑ.biːd kæː‿l.ʕɑ.biːd] [læː nʊ.riːd læː nʊ.riːd] 𝄆 [ðʊl.læ.næː‿l.mu.ʔæb.bæ.dæ wɑ ʕɑj.ʃæ.næː‿l.mʊ.næk.kæ.dæː] 𝄇 [læː nʊ.riːd bæːl nʊ.ʕiːd] [mæd͡ʒ.dæ.næː‿t.tæ.liːd mæd͡ʒ.dæ.næː‿t.tæ.liːd] [mɑw.tˤɪ.niː mɑw.tˤɪ.niː] [æl.ħʊ.sæː.mʊ wæ‿l.jɑ.rɑː.ʕʊ læː‿l.kæ.læː.mʊ wæ‿n.ni.zɑː.ʕʊ] [rɑm.zʊ.næː rɑm.zʊ.næː] [mæd͡ʒ.dʊ.næː wɑ ʕɑh.dʊ.næː wɑ wæː.d͡ʒi.bʊm mi.næ‿l.wɑ.fæːʔ] [jæ.hʊz.zʊ.næː jæ.hʊz.zʊ.næː] [ʕɪz.zʊn.næː ʕɪz.zʊn.næː] 𝄆 [ɣɑː.jæ.tʊn tʊ.ʃɑr.rɪ.fu wɑ rɑː.jæ.tʊn tʊ.rɑf.rɪ.fʊ] 𝄇 [jæː hæ.næːk fiː ʕʊ.læːk] [qɑː.hɪ.rɑn ʕɪ.dæːk qɑː.hɪ.rɑn ʕɪ.dæːk] [mɑw.tˤɪ.niː mɑw.tˤɪ.niː] [kuː.rɑːl] \| Ma patrie (mon pays), ma patrie, Vigueur et beauté, splendeur et pureté... sur tes collines × 2 Vie et délivrance, bonheur et espoir... dans tes airs × 2 Te verrai-je ? te verrai-je ? En paix et prospère, victorieuse et honorée ? × 2 Te verrai-je, dans ton éminence ? Atteindre les étoiles × 2 Ma patrie, ma patrie Ma patrie, ma patrie La jeunesse ne renoncera jamais, ira jusqu'au bout jusqu’à la mort pour ton indépendance × 2 Nous boirons de la mort, Mais nous ne serons jamais aux ennemis... tel des esclaves x 2 Nous ne voulons pas ! × 2 D'une perpétuel honte , ou d'une existence malheureuse × 2 Nous n'en voulons pas, mais nous retrouverons... notre gloire passée × 2 Ma patrie, ma patrie. Ma patrie, ma patrie Lame et plume, et non paroles et conflits... notre emblème × 2 La gloire ,nos promesses et un devoir à remplir... nous émeut et nous pousse Notre fierté ! × 2 Une noble cause, et une bannière flottante. × 2 Oh, Toi la bas ! dans ta grandeur Contraignant tes agresseur × 2 Ma patrie, ma patrie. | | |
| Arabe | Latin arabe | Transcription API |
| :كورال مَوطِنِي مَوطِنِي الجلالُ والجمالُ والسَّنَاءُ والبَهَاءُ في رُبَاكْ في رُبَاكْ والحياةُ والنجاةُ والهناءُ والرجاءُ في هواكْ في هواكْ هلْ أراكْ هلْ أراكْ 𝄆 سالما منعما و غانما مكرما 𝄇 هلْ أراكْ في عُلاكْ تبلُغُ السِّمَاكْ تبلغُ السِّمَاكْ مَوطِنِي مَوطِنِي الشبابُ لنْ يكِلَّ هَمُّهُ أنْ تستَقِلَّ أو يَبيدْ أو يَبيدْ نَستقي منَ الرَّدَى ولنْ نكونَ للعِدَى كالعَبيدْ كالعَبيدْ لا نُريدْ لا نُريدْ 𝄆 ذُلَّنَا المُؤَبَّدا وعَيشَنَا المُنَكَّدا 𝄇 لا نُريدْ بلْ نُعيدْ مَجدَنا التّليدْ مَجدَنا التّليدْ مَوطِنِي مَوطِنِي الحُسَامُ و اليَرَاعُ لا الكلامُ والنزاعُ رَمْزُنا رَمْزُنا مَجدُنا و عهدُنا وواجبٌ منَ الوَفاء يهُزُّنا يهُزُّنا عِزُّنا عِزُّنا 𝄆 غايةٌ تُشَرِّفُ و رايةٌ ترَفرِفُ 𝄇 يا هَنَاكْ في عُلاكْ قاهِراً عِداكْ قاهِراً عِداكْ مَوطِنِي مَوطِنِي كورال, | Kūrāl: Mawṭinī mawṭinī al-Jalālu wal-jamālu was-sanāu wal-bahāu Fī rubāk fī rubāk Wal-ḥayātu wan-najātu wal-hanāu war-rajāu Fī hawāk fī hawāk Hal arāk hal arāk 𝄆 Sāliman munaghaman wa-gāniman mukarraman 𝄇 Hal arāk fī ulāk Tablugu as-simāk tablugu as-simāk Mawṭinī mawṭinī Ash-shabābu lan yakilla hammuhu an yastaqilla Aw yabīd, aw yabīd Nastaqī mina ar-radā wa-lan nakūna lil-‘idạ̄ Kāl-‘abīd, kāl-‘abīd Lā nurīd lā nurīd 𝄆 Dhullanā l-muabbada wa-‘ayshanā l-munakkadā 𝄇 Lā nurīd bal nu‘īd Majdanā at-talīd majdanā at-talīd Mawṭinī mawṭinī Al-ḥusāmu wal-yarā‘u lāl-kalāmu wan-nizā‘u Ramzunā ramzunā Majdunā wa-‘ahdunā wa-wājibun mina al-wafạ̄ Yahuzzunā yahuzzunā ‘Izzunā ‘izzunā 𝄆 Gāyatun tusharrifu wa-rāyatun turafrifu 𝄇 Yā hanāk fī ‘ulāk Qāhiran ‘idāk qāhirān ‘idāk Mawṭinī mawṭinī Kūrāl | [kuː.rɑːl] [mɑw.tˤɪ.niː mɑw.tˤɪ.niː] [æl.d͡ʒæ.læː.lʊ wæ‿l.d͡ʒæ.mæː.lʊ wæ‿s.sæ.næː.ʔʊ wæ‿l.bæ.hæː.ʔʊ] [fɪː rʊ.bæːk fɪː rʊ.bæːk] [wæ‿l.ħɑ.jæː.tʊ wæ‿n.næ.d͡ʒæː.tʊ wæ‿l.hæ.næː.ʔʊ wɑ‿r.rɑ.d͡ʒæː.ʔʊ] [fiː hæ.wæːk fiː hæ.wæːk] [hæl ʔɑ.rɑːk hæl ʔɑ.rɑːk] 𝄆 [sæː.li.mæm mʊ.nɑʕ.ʕɑ.mæn wɑ ɣæː.ni.mæm mʊ.kɑr.rɑ.mæn] 𝄇 [hæl ʔɑ.rɑːk fiː ʕʊ.læːk] [tæb.lʊ.ɣu‿s.si.mæːk tæb.lʊ.ɣu‿s.si.mæːk] [mɑw.tˤɪ.niː mɑw.tˤɪ.niː] [æʃ.ʃæ.bæː.bʊ læn jæ.kɪl.læ hæm.mʊ.hu ʔæn jæs.tɑ.qɪl.læ] [ʔɑw jæ.biːd ʔɑw jæ.biːd] [næs.tɑ.qɪː mi.næ‿r.rɑ.dæː wɑ læn næ.kuː.næ lɪ‿l.ʕɪ.dæːʔ] [kæː‿l.ʕɑ.biːd kæː‿l.ʕɑ.biːd] [læː nʊ.riːd læː nʊ.riːd] 𝄆 [ðʊl.læ.næː‿l.mu.ʔæb.bæ.dæ wɑ ʕɑj.ʃæ.næː‿l.mʊ.næk.kæ.dæː] 𝄇 [læː nʊ.riːd bæːl nʊ.ʕiːd] [mæd͡ʒ.dæ.næː‿t.tæ.liːd mæd͡ʒ.dæ.næː‿t.tæ.liːd] [mɑw.tˤɪ.niː mɑw.tˤɪ.niː] [æl.ħʊ.sæː.mʊ wæ‿l.jɑ.rɑː.ʕʊ læː‿l.kæ.læː.mʊ wæ‿n.ni.zɑː.ʕʊ] [rɑm.zʊ.næː rɑm.zʊ.næː] [mæd͡ʒ.dʊ.næː wɑ ʕɑh.dʊ.næː wɑ wæː.d͡ʒi.bʊm mi.næ‿l.wɑ.fæːʔ] [jæ.hʊz.zʊ.næː jæ.hʊz.zʊ.næː] [ʕɪz.zʊn.næː ʕɪz.zʊn.næː] 𝄆 [ɣɑː.jæ.tʊn tʊ.ʃɑr.rɪ.fu wɑ rɑː.jæ.tʊn tʊ.rɑf.rɪ.fʊ] 𝄇 [jæː hæ.næːk fiː ʕʊ.læːk] [qɑː.hɪ.rɑn ʕɪ.dæːk qɑː.hɪ.rɑn ʕɪ.dæːk] [mɑw.tˤɪ.niː mɑw.tˤɪ.niː] [kuː.rɑːl] |